# دهستان قراولان
قراولان، دهستانی از توابع بخش لوه شهرستان گالیکش در استان گلستان در ایران است.
هیئت وزیران در جلسه مورخ ۱۳۶۶٫۵٫۱۸ بنا به پیشنهاد شماره ۱۴۰٫۱٫۵٫۵۳ مورخ ۶۶٫۱٫۱۰ وزارت کشور در اجرای ماده ۳ قانون تعاریف و ضوابط تقسیمات کشوری و تبصره‌های ذیل آن به استناد ماده ۱۳ قانون و ماده ۳۱ آیین‌نامه اجرایی آن مصوب مهرماه سال ۱۳۶۲ تشکیل دهستان قراولان را تصویب نمودند.
این دهستان به مرکزیت روستای آق قمیش مشتمل بر ۳۳ روستا، مزرعه و مکان به شرح زیر است:
۱ - آق قمیش، ۲ - حاجی‌آباد آق قمیش، ۳ - لوه، ۴ - کرنکفتر، ۵ - منجلو، ۶ - صادق‌آباد، ۷ - گوک گل بزرگ، ۸ - بس اویلی، ۹ - ترجنلی، ۱۰ - تنگراه، ۱۱- محیط بانی پارک ملی گلستان، ۱۲ - تنگه گل، ۱۳ - قرق آق قمیش، ۱۴ - صالح‌آباد، ۱۵ - قرهخوجه سیستانی‌ها، ۱۶ - اجن قره خوجه، ۱۷ - اجسن‌شیرملی، ۱۸ - جقر شیرملی، ۱۹ -چقربش قارداش، ۲۰ - سرخن‌آباد، ۲۱ - قراول حاجی تاجی، ۲۲ - مزرعه گیلان تپه، ۲۳ - قنات حاجی تاجی، ۲۴ - بلوچ‌آباد، ۲۵ - تراجین، ۲۶ - پاسنگ بالا، ۲۷ - پاسنگ پایین، ۲۸ - قوشه چشمه، ۲۹ - خوجه صالح، ۳۰ - زیرکوه، ۳۱ - یاله‌آق داس، ۳۲ - پاسگاه جنگلبانی، ۳۳ - تقویتی مخابرات تنگراه ،۳۴-حاجی سیدی (قانجیق شهرک)

## جمعیت
جمعیت این دهستان بر اساس سرشماری سال ۱۳۸۵ (۳٬۹۹۵ خانوار) برابر با ۱۶٬۲۰۲ نفر
بوده‌است.